# Родзю
Родзю (яп. 老中, ろうじゅう, «старійшина») — найвища посада в центральному уряді сьоґунату Едо та ханських регіональних урядах, в Японії 17 — середини 19 століття. Особи, які призначалися на цю посаду, були безпосередніми васалами сьоґуна або голови хану і відповідали за формуванням та реалізацію політики сьоґунату або хану.
Родзю сьоґунату призначалися з числа регіональних володарів даймьо категорії сьоґунських васалів фудай, річний дохід яких був вище 25 000 коку. Постійна кількість родзю становила 4 — 5 осіб. Вони щомісяця почергово виконували обов'язки голови уряду і радника сьоґуна.
Родзю хану призначалися з числа старійшин і родичів голови хану.